# 深萱知代
深萱 知代（ふかがや ともよ、1996年8月27日 - ）は、日本の元女子バレーボール選手。

## 来歴

### 幼少期〜中学時代
京都府京都市出身。2人姉妹の長女。幼いころから水泳やヒップホップなどの習い事に取り組んだ。小学4年生のとき、友人に誘われたことをきっかけにバレーボールをはじめる。小・中学生時代にはチームキャプテンを務めたほか、アタッカーとして全国大会にも出場。

### 高校時代
小学生の頃に京都橘高等学校のバレーボール教室に参加して以来、同校に対して憧れを抱き、中学時代から速いバレーを意識し練習に取り組んでいた。入学後は、実戦練習では簡単に得点することはできず、バレー人生で始めての挫折を味わう。
高校時代は優勝を一度も経験することがなかった。3年生のとき、最後のチャンスと臨んだ春高も準々決勝で東九州龍谷高等学校に敗北。

### 大学時代
東海大学へ進学し、リベロに転向。
1年生時に全日本大学選手権（全日本インカレ）で優勝を経験。自身が4年生の代でも全日本インカレの優勝を目標とし、春季・秋季リーグでは優勝し全日本インカレに臨んだが、準々決勝で過去に一度も負けたことのない松蔭大学にフルセットの末に敗れた。

### JTマーヴェラス 時代
2018年12月27日、JTマーヴェラスへの入団内定が発表。
2022年5月31日をもってJTマーヴェラスを退団した。

## 人物・エピソード
本人曰く、性格は「人見知りとは無縁」。プレー中でもそれ以外でも積極的に前に出るタイプで、小・中学生時代から何でも自分でやりたいと思っており、厳しい練習も苦にすることがなく、毎日を楽しく過ごしていた。
高校時代にはバレーボール日本女子代表に選出された古賀紗理那と対戦経験がある。

## 所属チーム
- 京都市立日野小学校（醍醐少年団）[2]
- 京都市立花山中学校[2]
- 京都橘高等学校[1]
- 東海大学[1]
- JTマーヴェラス #12（2018-2022年）

## 受賞歴
- 2018年 平成29年度 神奈川県知事杯 神奈川県大学バレーボールリーグ戦：ベストリベロ[6]
- 2018年 平成30年度 神奈川県知事杯 神奈川県大学バレーボール選手権大会：ベスト6[6]
- 2018年 春季関東大学女子1部リーグ リベロ賞[7]

## 個人成績
V.LEAGUEの個人成績は下記の通り。
| 大会        | チーム      | 出場     | 出場        | アタック | アタック | アタック | アタック | バックアタック | バックアタック | バックアタック | バックアタック | アタック 決定本数 | ブロック | ブロック       | サーブ | サーブ         | サーブ   | サーブ | サーブ | サーブ   | サーブレシーブ | サーブレシーブ | サーブレシーブ | サーブレシーブ | 総得点      | 総得点      | 総得点   | 総得点      |
| ----------- | ----------- | -------- | ----------- | -------- | -------- | -------- | -------- | -------------- | -------------- | -------------- | -------------- | ----------------- | -------- | -------------- | ------ | -------------- | -------- | ------ | ------ | -------- | -------------- | -------------- | -------------- | -------------- | ----------- | ----------- | -------- | ----------- |
| 大会        | チーム      | 試 合 数 | セ ッ ト 数 | 打 数    | 得 点    | 失 点    | 決 定 率 | 打 数          | 得 点          | 失 点          | 決 定 率       | セ ッ ト 平 均    | 得 点    | セ ッ ト 平 均 | 打 数  | ノ 丨 タ ッ チ | エ 丨 ス | 失 点  | 効 果  | 効 果 率 | 受 数          | 成 功 ・ 優    | 成 功 ・ 良    | 成 功 率       | ア タ ッ ク | ブ ロ ッ ク | サ 丨 ブ | 得 点 合 計 |
| V1 2020-21  | JT          | 18       | 24          | 0        | 0        | 0        | -        | 0              | 0              | 0              | -              | -                 | 0        | -              | 32     | 0              | 0        | 1      | 6      | 3.9      | 24             | 10             | 9              | 60.4           | 0           | 0           | 0        | 0           |
| V1 2019-20  | JT          | 1        | 5           | 0        | 0        | 0        | -        | 0              | 0              | 0              | -              | -                 | 0        | -              | 0      | 0              | 0        | 0      | 0      | -        | 13             | 9              | 1              | 73.1           | 0           | 0           | 0        | 0           |
| V1 2018-19  | JT          | 8        | 0           | 0        | 0        | 0        | -        | 0              | 0              | 0              | -              | -                 | 0        | -              | 0      | 0              | 0        | 0      | 0      | -        | 0              | 0              | 0              | -              | 0           | 0           | 0        | 0           |
| 通算：3大会 | 通算：3大会 | 27       | 29          | 0        | 0        | 0        | -        | 0              | 0              | 0              | -              | -                 | 0        | -              | 32     | 0              | 0        | 1      | 6      | 3.9      | 37             | 19             | 10             | 64.9           | 0           | 0           | 0        | 0           |

## 出演

### YouTube
- JT公式チャンネル｜【#マーヴェラスチャレンジ】#体育館ラリー（2019年10月7日）
- テレビ大阪｜【走れ!みつくに社長】第73回 JTマーヴェラス 連覇おめでとうございます！（2021年4月3日）